# Tarō Nohashi
Taro Nohashi (野橋太郎 Nohashi Taro?) (10 de agosto de 1982) es un luchador profesional japonés, conocido también por su nombre artístico Shinjitsu Nohashi.

## Carrera

### Toryumon (2002-2004)
Nohashi debutó en Toryumon Mexico el 11 de mayo de 2002 como Koichiro Arai, una versión más pequeña y ágil de Kenichiro Arai, así com su (kayfabe) hermano menor. Arai y Nohashi formaron equipo durante las semanas siguientes, con Koichiro teniendo una aparición en Chikara durante el Chikara Tag World Grand Prix 2003 para competir junto con Skayde. Poco después, Koichiro y Kenichiro comenzaron a aparecer en Toryumon X, donde entraron en un breve feudo con Don Fujii y su versión mini Small Dandy Fujii.
A finales de 2004, Nohashi abandonó su gimmick de mini de Arai y adoptó el de Shinjitsu Nohashi, la versión mini de Jinsei Shinzaki. Nohashi adoptó parte de sus movimientos, e incluso su nombre, Shinjitsu (verdad), era una imitación del de Jinsei (vida). Al poco tiempo, Toryumon X cerró y Nohashi siguió a la mayoría de sus luchadores a Michinoku Pro.

### Michinoku Pro Wrestling (2004-presente)
Nohashi fue contratado por Michinoku Pro Wrestling, donde empezó a competir al lado de Jinsei Shinzaki. Tras la Futaritabi Tag Team League 2004, Shinzaki y Nohashi fueron reclutados por The Great Sasuke para formar con él, Kesen Numajiro, Shanao, Kei Sato y Shu Sato una facción face para enfrentarse a Los Salseros Japóneses (Takeshi Minamino, Pineapple Hanai & Mango Fukuda), el principal grupo heel de la empresa.
El 28 de agosto de 2005, después de una serie de derrotas causadas por Shinjitsu, Shinzaki le derrotó en un combate y le envió a entrenar más, de vuelta a Toryumon Mexico. Un año después, Nohashi volvió a la empresa en un combate contra The Great Sasuke, en el que igualmente fue derrotado. Junto con su retorno a MPW, Shinjitsu hizo equipo con Yoshitsune para aparecer en el Dragon Mixture Tournament del evento Último Dragón Fiesta 06, pero fueron derrotados por Kota Ibushi & Fuka en la final. Tras ello, Nohashi consiguió una serie de victorias en el Tetsujin Tournament 2006, en el que fue finalmente vencido por Shu Sato.
En 2010, Shinjitsu se volvió heel y se unió al grupo Kowloon, dirigido por Hayato Fujita. Fue entonces cuando comenzó a luchar bajo su verdadero nombre, Taro Nohashi, por primera vez sin ser la imitación de ningún otro luchador. Haciendo equipo con Fujita, Taro participó en la Super J Tag League de New Japan Pro Wrestling, pero no lograron ganar.

## En lucha
- Movimientos finales
  - Sakauchi[1][2] (Crucifix driver)[1]
  - Ittokan Headbutt[3] / Tobidashikyoudai[4] (Diving headbutt)[n. 1]
  - Nenbutsu Powerbomb[5] (Standing powerbomb)[n. 2] - 2004-2010; adoptado de Jinsei Shinzaki
  - Gokuraku-Gatame[1] (Straight jacket double knee backbreaker seguido de straight jacket camel clutch)[n. 3] - 2004-2010; adoptado de Jinsei Shinzaki
  - 450º splash[6] - 2009; adoptado de Rasse

- Movimientos de firma
  - Shinjitsuichiro[2] (Stepover cross armbar rolling cradle pin)[n. 4]
  - Ogami Watari[7] (Arm twist ropewalk chop)[n. 5] - 2004-2010; adoptado de Jinsei Shinzaki
  - Arm wrench inside cradle pin
  - Chokeslam[7] - 2004-2010; adoptado de Jinsei Shinzaki
  - Diving crossbody, a veces hacia fuera del ring
  - Double knee backbreaker
  - Dropkick, a veces desde una posición elevada
  - Hurricanrana, a veces a un oponente elevado
  - Jumping high kick seguido de belly to back suplex
  - Octopus hold
  - Running back elbow smash a un oponente arrinconado
  - Running big boot
  - Running one-handed snapmare seguido de double jump second rope missile dropkick a la cara del oponente[2]
  - Second rope springboard moonsault, a veces hacia fuera del ring
  - Springboard headbutt[7]
  - Suicide dive
  - Throat thrust

- Mánagers
  - Yukiko Arai

## Campeonatos y logros
- Michinoku Pro Wrestling
  - Oogamania Cup (2008)
  - M-12 Battle Royal (2007)

- Pro Wrestling Illustrated
  - Situado en el N°326 en los PWI 500 de 2006[8]